# Więzadło pierścienno-tarczowe pośrodkowe

Krtań człowieka. Więzadło pierścienno-tarczowe pośrodkowe podpisane median cricothyroid ligament. Stożek sprężysty – conus elasticus.

Więzadło pierścienno-tarczowe pośrodkowe, więzadło pierścienno-tarczowe (łac. ligamentum cricothyroideum medianum, ligamentum cricothyroideum, ligamentum conicum) – w anatomii człowieka jedno z więzadeł krtani. Jest to silne więzadło przebiegające tuż pod skórą pionowo w linii pośrodkowej pomiędzy górnym brzegiem chrząstki pierścieniowatej a dolnym brzegiem chrząstki tarczowatej, rozszerzające się ku dołowi. Stanowi ono wzmocnienie stożka sprężystego, ogranicza także nadmierne ruchy w stawie pierścienno-tarczowym. Na jego powierzchni zespalają się niewielkie, poprzecznie biegnące gałęzie pierścienno-tarczowe obu tętnic krtaniowych górnych, a ich odgałęzienia przebijają więzadło, przechodząc na błonę śluzową dolnej części krtani. 
W przypadku duszności zagrażającej życiu, gdy konieczne jest natychmiastowe udrożnienie dróg oddechowych, więzadło pierścienno-tarczowe pośrodkowe przecina się wykonując konikotomię.